# Молекулярна механіка

Силове поле використовується для мінімізації енергії розтягу-стиску зв'язку в молекулі етану

Молекулярна механіка — метод  розрахунку  геометрії  та  енергетичних  характеристик
молекулярних  частинок  з  використанням  емпіричних
потенціальних функцій, вид яких взято з класичної механіки і
в яких враховуються вандерваальсові сили та електростатична
взаємодія.  Застосовується  для  розрахунків  геометрії  кон-формерів.  В  основі  метода  лежить  припущення  про  транс-ферабельність  в  границях  подібних  молекулярних  структур
потенціальних  функцій,  а  також  таких  геометричних  параметрів  як  довжини  зв’язків  та  валентні  кути.  Точність
розрахунків залежить від параметризації силового поля. Такі методи  є  незастосовними  у  випадку  сильної  орбітальної
взаємодії  чи  інших  електронних  ефектів.
Молекулярна механіка використовує класичну механіку для моделювання молекулярних систем. Потенціальна енергія всіх систем у рамках молекулярної механіки розраховується з використанням силових полів. Молекулярну механіку можна використовувати для вивчення як малих молекул, так і великих біологічних систем чи молекулярних агрегатів, що складаються з тисяч та, навіть, мільйонів атомів.
Методи молекулярної механіки приймають такі припущення:
- кожен атом симулюється як одна окрема частинка;
- кожній частинці присвоюється радіус (зазвичай радіус Ван дер Ваальса), поляризовність та незмінний заряд (загалом виведений з квантово-хімічних розрахунків та (або) експерименту)
- зв'язуючі взаємодії розглядаються як "пружини" із рівноважною довжиною рівною експериментальній чи розрахованій довжині хімічного зв'язку.

Можливі різні варіації цієї схеми. Так, багато моделювань використовують концепцію так званого "об'єднаного атома", тобто різні групи, такі як вуглеводневі радикали (наприклад, метил) та метиленова група розглядаються як одна частинка. Більше того, великі білкові системи зазвичай моделюються використовуючи "намистову" модель, у якій амінокислоти моделюються двома–чотирма частинками.